# Liste der Kulturdenkmale in Steinburg (Stormarn)
In der Liste der Kulturdenkmale in Steinburg sind alle Kulturdenkmale der schleswig-holsteinischen Gemeinde Steinburg (Kreis Stormarn) und ihrer Ortsteile aufgelistet (Stand: 10. März 2025). 

## Legende
In den Spalten befinden sich folgende Informationen:
- Objekt-ID: die Nummer des Kulturdenkmales
- Lage: die Adresse des Kulturdenkmales und die geographischen Koordinaten. Kartenansicht, um Koordinaten zu setzen. In der Kartenansicht sind Kulturdenkmale ohne Koordinaten mit einem roten Marker dargestellt und können in der Karte gesetzt werden. Kulturdenkmale ohne Bild sind mit einem blauen Marker gekennzeichnet, Kulturdenkmale mit Bild mit einem grünen Marker.
- Offizielle Bezeichnung: Bezeichnung des Kulturdenkmales
- Beschreibung: die Beschreibung des Kulturdenkmales
- Bild: ein Bild des Kulturdenkmales

## Sachgesamtheiten
| Objekt-ID      | Lage                                      | Offizielle Bezeichnung | Beschreibung | Bild                             |
| -------------- | ----------------------------------------- | ---------------------- | --- | -------------------------------- |
| 41141 Wikidata | Lindenallee (53° 43′ 3″ N, 10° 24′ 24″ O) | Kirche Eichede         | Aktualisierung vorgesehen - Begründung: geschichtlich, künstlerisch, städtebaulich, Kulturlandschaft prägend - Schutzumfang: Kirche mit Ausstattung, Kirchhof, Feldsteinmauer, Lindenkranz | weitere Fotos \| Fotos hochladen |

## Bauliche Anlagen
| Objekt-ID      | Lage                                           | Offizielle Bezeichnung       | Beschreibung | Bild                             |
| -------------- | ---------------------------------------------- | ---------------------------- | --- | -------------------------------- |
| 45698 Wikidata | Kirchenstraße 1 (53° 43′ 4″ N, 10° 24′ 26″ O)  | ehem. Schule                 | ehem. Schule; 1891; zweigeschossiger Backsteinbau mit flachgeneigtem Walmdach und zwei Zwerchhäusern, nördlicher Gebäudeteil für ehem. Klassenräume leicht erhöht, Ziegeldekor als Fassadengliederung; Einfriedung ca. 1915 - Begründung: geschichtlich, städtebaulich - Schutzumfang: ehem. Schule, Einfriedung - Denkmaltyp: Bauliche Anlage          | BW                               |
| 6457 Wikidata  | Lindenallee 1 (53° 42′ 57″ N, 10° 24′ 20″ O)   | ehem. Gasthaus               | ehem. Gasthaus Haase; um 1900; traufständiger, zweigeschossiger Putzbau am Südrand des Angers mit flachgeneigtem Satteldach und Drempelgeschoss, betonte Mittelachse mit Kassettentür, Fensterpaaren und Zwerchhaus - Begründung: geschichtlich, städtebaulich - Schutzumfang: ehem. Gasthaus, - Denkmaltyp: Bauliche Anlage                            | BW                               |
| 5428 Wikidata  | Lindenallee 27 (53° 43′ 8″ N, 10° 24′ 23″ O)   | ehem. Rauchkate (Wohnhaus)   | ehem. Rauchkate (Wohnhaus); wohl 1. Hälfte 19. Jahrhundert; giebelständiger, eingeschossiger Fachwerkbau über Sockel aus Granit mit reetgedecktem Halbwalmdach, weitgehend erhaltene innere Raumstruktur - Begründung: geschichtlich, städtebaulich, Kulturlandschaft prägend - Schutzumfang: ehem. Rauchkate (Wohnhaus), - Denkmaltyp: Bauliche Anlage | BW                               |
| 2405 Wikidata  | Lindenallee (53° 43′ 3″ N, 10° 24′ 24″ O)      | Kirche mit Ausstattung       | Alteintragung (Aktualisierung vorgesehen) - Begründung: geschichtlich, künstlerisch, städtebaulich - Schutzumfang: gesamtes Objekt - Denkmaltyp: Bauliche Anlage, Sachgesamtheit: Kirche Eichede | weitere Fotos \| Fotos hochladen |
| 10743 Wikidata | Viehkatenstraße (53° 42′ 7″ N, 10° 23′ 44″ O)  | Pflasterstraße mit Sommerweg | Alteintragung (Aktualisierung vorgesehen) - Begründung: Alteintragung (Aktualisierung vorgesehen) - Schutzumfang: Alteintragung (Aktualisierung vorgesehen) - Denkmaltyp: Bauliche Anlage | BW                               |
| 10744 Wikidata | Viehkatenstraße (53° 42′ 10″ N, 10° 23′ 41″ O) | Dänenbrücke                  | Alteintragung (Aktualisierung vorgesehen) - Begründung: Alteintragung (Aktualisierung vorgesehen) - Schutzumfang: Alteintragung (Aktualisierung vorgesehen) - Denkmaltyp: Bauliche Anlage | BW                               |

## Gründenkmale
| Objekt-ID      | Lage                                             | Offizielle Bezeichnung | Beschreibung | Bild |
| -------------- | ------------------------------------------------ | ---------------------- | --- | ---- |
| 19829 Wikidata | Kirchenstraße u.a. (53° 43′ 0″ N, 10° 24′ 22″ O) | Dorfanger Eichede      | spätmittelalterlicher Dorfanger mit Baumkranz aus Linden, Lindenallee, Diagonalallee aus Linden, Ehrenmal für die Gefallenen beider Weltkriege, Gedenkstein Wilhelm I. - Begründung: geschichtlich, städtebaulich, Kulturlandschaft prägend - Schutzumfang: Dorfanger Eichede, Ehrenmal für die Gefallenen des Ersten Weltkrieges, Ehrenmal für die Gefallenen beider Weltkriege, Gedenkstein Wilhelm I., Diagonalallee (Linden) auf dem Anger, Baumkranz aus Linden, Lindenallee - Denkmaltyp: Gründenkmal | BW   |
| 19826 Wikidata | Lindenallee (53° 43′ 2″ N, 10° 24′ 24″ O)        | Kirchhof               | Alteintragung (Aktualisierung vorgesehen) - Begründung: geschichtlich, Kulturlandschaft prägend - Schutzumfang: Kirchhof, Feldsteinmauer, Lindenkranz - Denkmaltyp: Gründenkmal, Sachgesamtheit: Kirche Eichede | BW   |